# José Maria de Almeida Araújo Correia de Lacerda

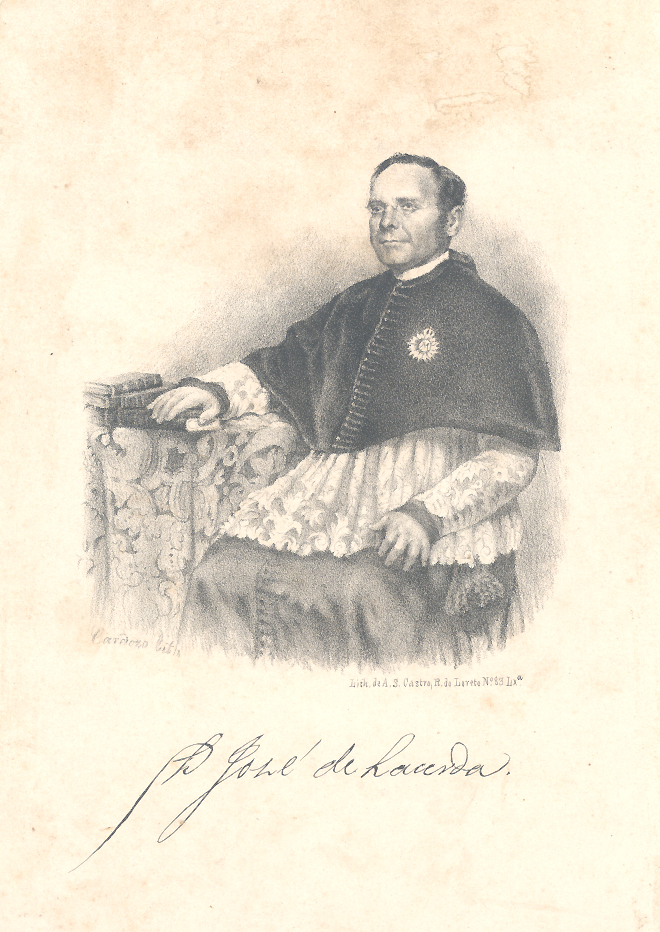
D. José de Lacerda, em litografia de Cardozo

D. José Maria de Almeida Araújo Correia de Lacerda, CRSA (Vila Real, 23 de Maio de 1803 — 25 de Fevereiro de 1877) foi um clérigo, pedagogo e político português.
Era filho de José Joaquim de Almeida e Araújo Correia de Lacerda, magistrado e ministro. Foi do Conselho de Sua Majestade, Fidalgo da Casa Real, e Comendador da Ordem de Nossa Senhora da Conceição de Vila Viçosa; foi ainda Deão da Sé Patriarcal de Lisboa. Em 1818, tomou o hábito na congregação dos Cónegos Regrantes de Santo Agostinho, e foi nela professor de Filosofia Racional e Moral no Mosteiro de São Vicente de Fora, em Lisboa; saiu para o século em 1826 e passou a ser provido no benefício de Tesoureiro-mor da Sé da Guarda.
Foi deputado às Cortes em várias legislaturas; politicamente, foi sucessivamente cartista, anti-setembrista, e cabralista, veio depois a assumir-se contra a Lei das Rolhas de Costa Cabral em 1851.
Sucedeu a Francisco Freire de Carvalho, após a morte daquele, nos cargos de reitor do Liceu Nacional e Comissário dos Estudos do distrito de Lisboa, em 1 de Agosto de 1854. Foi sucedido por Henrique Carlos Midosi em 1862.